# Rolf Friedemann Pauls

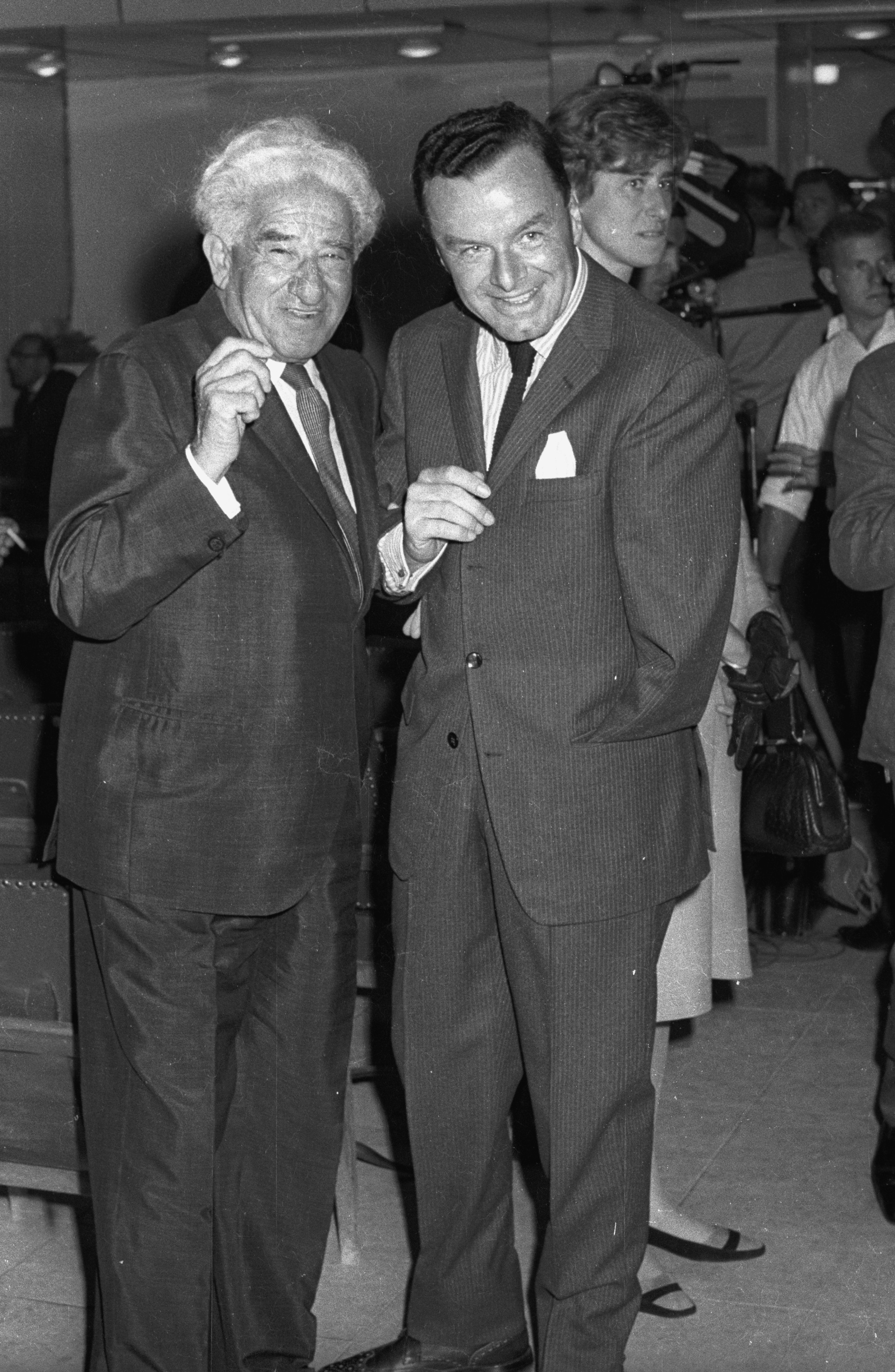
Pauls (à droite) en conversation avec Meyer Weisgal lors de la visite de Konrad Adenauer en Israël en 1966.

Rolf Friedemann Pauls (26 août 1915 à Eckartsberga -  4 mai 2002 à Bonn) est un officier Wehrmacht et diplomate allemand. Il est le premier ambassadeur de la République fédérale d'Allemagne en Israël, avant d'être ambassadeur aux États-Unis, en Chine, puis auprès de l'OTAN.
C'est un des rescapés du célèbre attentat raté du 20 juillet 1944 contre Hitler auquel il participe.

## Biographie
Rolf Friedemann Pauls est né à Eckartsberga en 1915, fils d'un pasteur protestant. Diplômé du Domgymnasium de Naumburg en 1934, il devient officier de carrière dans l'infanterie de la Wehrmacht. Alors qu'il commande sa compagnie en Russie, il est gravement blessé et perd son bras gauche en 1941. Pauls est affecté attaché militaire dans la capitale turque Ankara en 1942, puis suit une formation d'état-major. Le 1er février 1944, il est promu major et en décembre 1944, il reçoit la croix de chevalier de la croix de fer.
Selon un rapport ultérieur du général Hans Speidel, Rolf Friedemann Pauls est impliqué dans la plus célèbre tentative d'assassinat d'Hitler du 20 juillet 1944. Il n'échappe à l'arrestation qu'en raison du silence de ses camarades. Après la fin de la Seconde Guerre mondiale, Pauls commence des études de droit en 1946, qu'il achève en 1949 avec un doctorat sur le système de gouvernement de la loi fondamentale de Bonn . Avant de commencer à travailler comme diplomate, il a travaille à la Chancellerie fédérale, au bureau de liaison avec le Haute-commission alliée et comme assistant personnel du secrétaire d'État Walter Hallstein et comme vice-consul à Luxembourg.
Pauls se marie deux fois et a deux fils. Rolf Pauls et Lilo Serlo se sont mariés en 1951.

## Carrière diplomatique

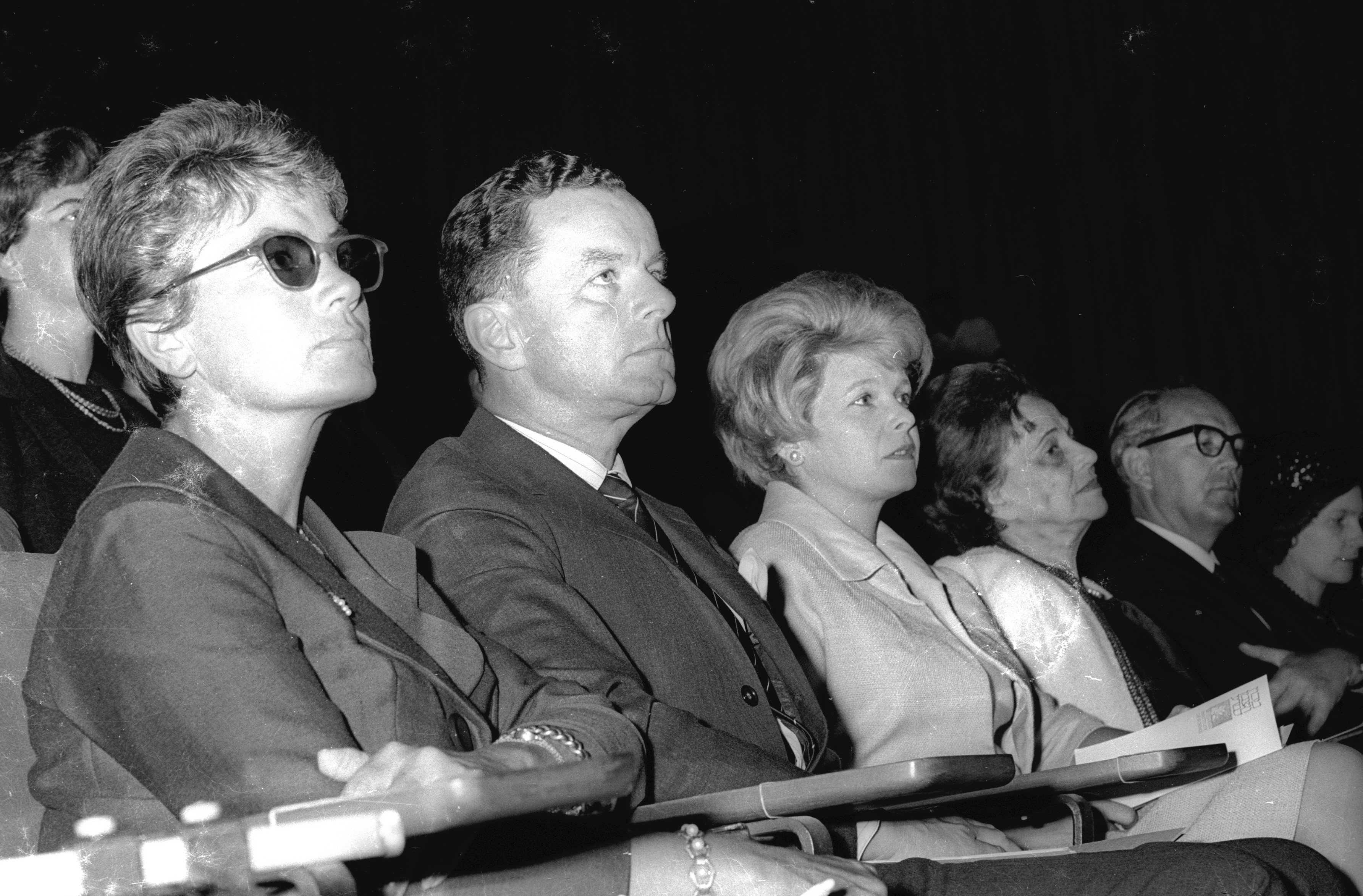
Pauls avec sa femme Lilo (à gauche) à l'Institut Weizmann lorsque Konrad Adenauer reçioit un doctorat honorifique, 1966.

Il est conseiller aux États-Unis de 1956 à 1960 et ambassadeur adjoint en Grèce de 1960 à 1963. De 1963 à 1965, Pauls est chef du sous-département du commerce et du développement au siège du ministère des Affaires étrangères à Bonn.
Il commence sa mission diplomatique la plus importante en 1965, lorsqu'il devient le premier ambassadeur de la République fédérale d'Allemagne en Israël. L'établissement de relations diplomatiques entre la République fédérale d'Allemagne et l'État d'Israël est rejeté par des parties de la société israélienne en 1965 (soit seulement environ 20 ans après la Shoah), et la prise de fonction de Paul, le 19 avril 1965, est rejetée. Le mois d'août 1965 s'accompagne de contre-manifestations violentes, dont le porte-parole est le futur Premier ministre Menachem Begin. Personnellement aussi, Pauls semble initialement inapte à cette fonction, tant en Allemagne qu'en Israël, d'une part en raison de son passé d'officier hautement décoré de la Wehrmacht et d'autre part en raison de ses activités diplomatiques en Turquie à l' époque nationale-socialiste.

Avant d'être accrédité par le président israélien Salman Shasar, il visite le mémorial de l'Holocauste de Yad Vashem. A l'occasion de son investiture, le quotidien israélien Davar cite en première page son discours inaugural :

« Je viens avec une seule pensée dans mon esprit : les Allemands et les Juifs vivent face à un passé terrible, qui ne doit pas et ne sera pas oublié, et que nous n'oublierons pas. Mais je pense que les Juifs et les Allemands doivent regarder vers l'avenir et qu'il incombe à notre génération d'ouvrir ensemble la voie vers un avenir lumineux de liberté, de paix et de justice. »

Avec beaucoup d'engagement et de prudence, Pauls réussit rapidement à gagner le respect et la confiance du public israélien et du gouvernement. En tant que l'un des rares ambassadeurs en Israël, il prononce également des discours en hébreu. Il entretient une relation cordiale avec l'ancien Premier ministre David Ben Gourion. Pauls maintient également des contacts étroits avec le ministre de la Défense Moshe Dayan, qui lui tient régulièrement et minutieusement informé de l'état des opérations militaires pendant la guerre des Six jours.
Après son séjour en Israël, Pauls est ambassadeur de la République fédérale d'Allemagne aux États-Unis (1968-1973), en république populaire de Chine (1973-1976) et à l'OTAN (1976-1980).

Pauls a dit du mobile principal de son activité diplomatique :

« [Je suis] convaincu qu'il y a eu et qu'il y aura toujours deux éléments décisifs dans la politique étrangère allemande : L'entente franco-allemande et la tentative d'apaiser les relations entre les Allemands et les Juifs. »

— Rolf Pauls (dans une interview télévisée)

## Honneurs
- 1944 : croix de chevalier de la Croix de fer
- 1966 : grand-croix du mérite avec étoile de la République fédérale d'Allemagne

## Publications
- Loi fondamentale de Bonn et forme politique. Considérations constitutionnelles tenant compte des matériaux et des impressions des négociations du Conseil parlementaire. Thèse, Université de Hambourg, Faculté de droit et de sciences politiques, 17. janvier 1951
- Le défi de la politique de sécurité des années 1980 (conférence du 28. Octobre 1980 devant les membres d. Clubs industriels Düsseldorf), Düsseldorf : Club industriel, 1980
- L'Alliance atlantique : tâches futures, opportunités, menaces. Bachem, Cologne 1982,  (ISBN 3-7616-0662-1)
- La politique d'armement nous sauvera-t-elle ? La sécurité à la fin d'un siècle incertain. Fromm, Osnabrück 1982,  (ISBN 3-7201-5152-2) ; 2. édition, Edition Interfrom, Zurich 1983
- La place de l'Allemagne dans le monde. Observations d'un ambassadeur. Seewald, Stuttgart et Herford 1984,  (ISBN 3-512-00693-0)